# Фрегонезе, Уго
Уго Фрегонезе (исп. Hugo Fregonese, 8 апреля 1908 — 11 января 1987) — аргентинский кинорежиссёр и сценарист, работавший как у себя на родине, так и в Голливуде. Большинство его американских фильмов были сняты в жанре вестерна и криминальной драмы. Свою работу в США изначально начал как консультант в фильмах на латиномамериканскую тематику. В 1952 году за свою картине «Шесть моих убеждений» он был номинирован на Премию Гильдии режиссеров Америки за лучшую режиссуру — Художественный фильм. Другими известными его работами стали фильмы «Дорога с односторонним движением» (1950), «Человек на чердаке» (1953) и «Чёрный вторник» (1954).
Был женат на американской актрисе Фейт Домерг, родившей ему двоих детей. В 1970-е годы вернулся в Аргентину, где продолжил снимать кино.